# Anthrenus miniopictus
Anthrenus miniopictus là một loài bọ cánh cứng trong họ Dermestidae. Loài này được Bedel miêu tả khoa học năm 1884.